# Ébéon

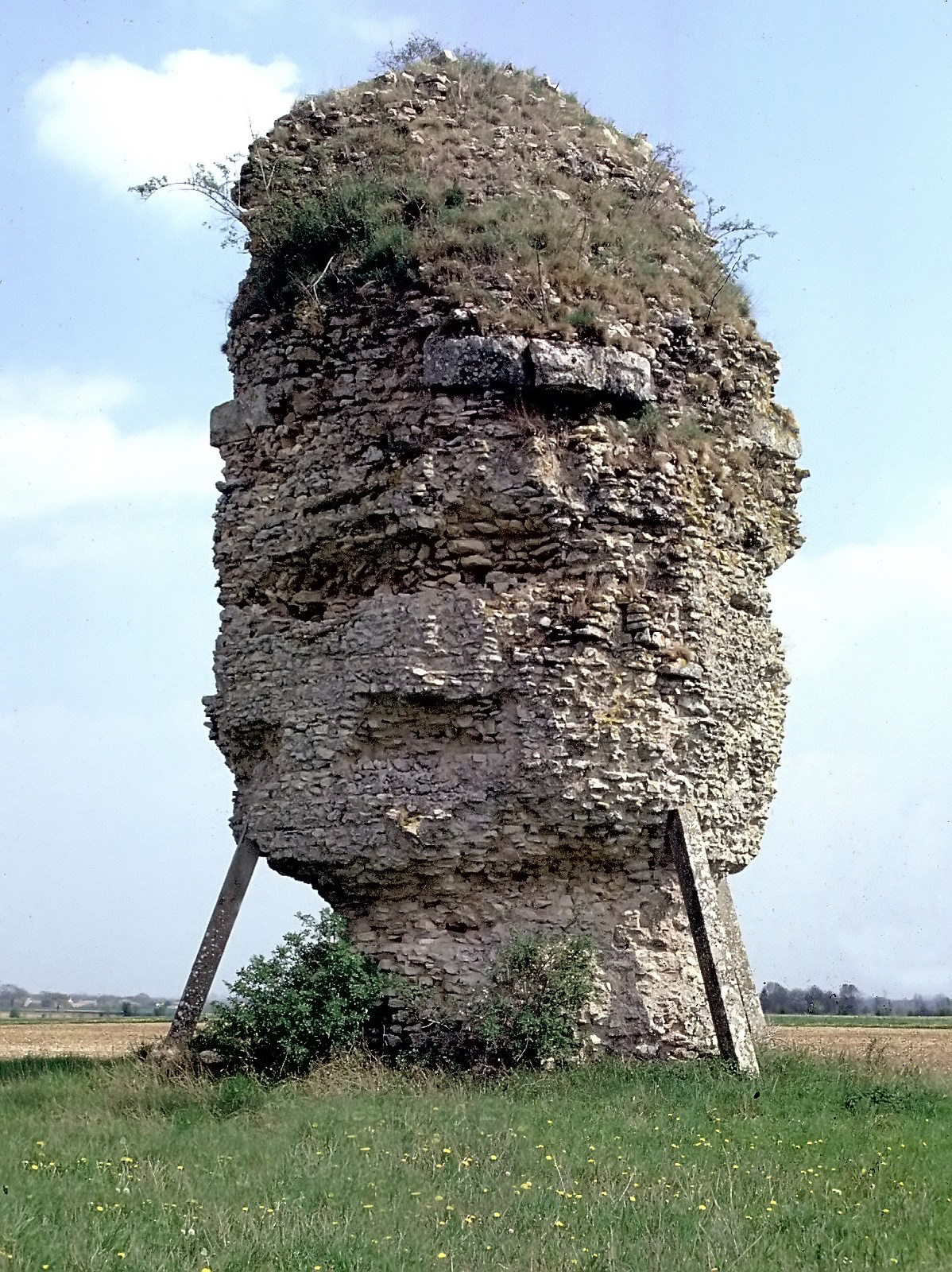
Römischer Pfeiler in Ébéon

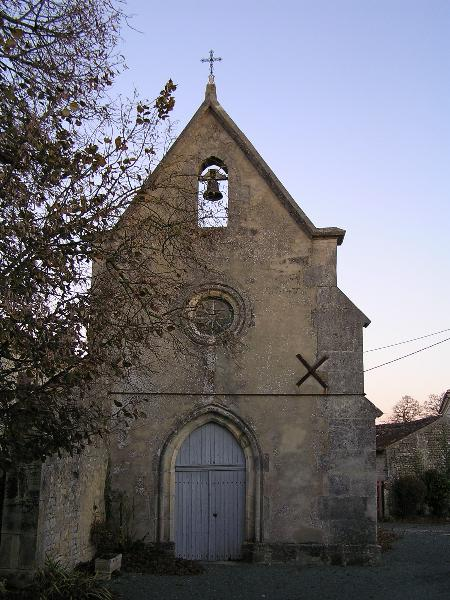
Kapelle

Das Dorf Ébéon ist ein Ortsteil der französischen Gemeinde Authon-Ébéon im Département Charente-Maritime in der Region Nouvelle-Aquitaine. Im Jahr 1973 schlossen sich die ehemals eigenständigen Gemeinde Authon und Ébéon zusammen.

## Bevölkerungsentwicklung
| Jahr                       | 1793 | 1806 | 1831 | 1856 | 1901 | 1926 | 1946 | 1962 | 1968 |
| Einwohner                  | 97   | 104  | 113  | 85   | 111  | 78   | 66   | 68   | 56   |
| Quellen: Cassini und INSEE |      |      |      |      |      |      |      |      |      |

## Sehenswürdigkeiten
- Römischer Pfeiler aus gallorömischer Zeit
- Kapelle, erbaut in den 1860er Jahren
- Backhaus aus dem 19. Jahrhundert